# Ponneri
Ponneri es una ciudad y nagar Panchayat situada en el distrito de Tiruvallur en el estado de Tamil Nadu (India). Su población es de 31025 habitantes (2011). Se encuentra a 41 km de Tiruvallur y a 32 km de Chennai.

## Demografía
Según el censo de 2011 la población de Ponneri era de 31025 habitantes, de los cuales 15481 eran hombres y 15444 eran mujeres. Ponneri tiene una tasa media de alfabetización del 86,41%, superior a la media estatal del 80,09%: la alfabetización masculina es del 91,96%, y la alfabetización femenina del 80,92%.